# Natalie Pack
Natalie Pack, född 1989 är en amerikansk fotomodell. Hon blev känd år 2009 då hon var med i den tolfte säsongen av America's Next Top Model där hon kom på en 
sjätteplats. Hon var även Miss California USA 2012.
År 2018 gifte sig Pack med skådespelaren Aaron O'Connell.